# Fermentacja dolna
Fermentacja dolna – fermentacja brzeczki piwnej, przeprowadzana za pomocą drożdży dolnej fermentacji (Saccharomyces pastorianus).

## Charakterystyka
Fermentacja dolna stanowi, obok fermentacji górnej, jeden z dwóch podstawowych rodzajów fermentacji stosowanych w piwowarstwie. Piwa otrzymane za pomocą fermentacji dolnej nazywane są piwami typu lager. Współcześnie około 90 procent piwa produkowanego na świecie to lagery.
Do prowadzenia fermentacji dolnej używa się odpowiednich szczepów drożdży piwowarskich z gatunku Saccharomyces pastorianus (syn. Saccharomyces carlsbergensis), nazywanych drożdżami dolnej fermentacji lub drożdżami lagerowymi. W przeciwieństwie do drożdży górnej fermentacji nie zbierają się one na powierzchni brzeczki, lecz opadają na dno fermentora. Charakteryzują się też wyższą tolerancją na niskie temperatury – optymalne warunki fermentacji dla drożdży lagerowych to 8-12 °C, co stanowi ich główny atut, gdyż w niskich temperaturach drożdże produkują mniej produktów ubocznych, takich jak alkohole wyższe i estry. Pozwala to uzyskać czysty, tzw. lagerowy profil piwa. Z drugiej strony niższa temperatura wydłuża czas fermentacji do nawet powyżej tygodnia. Młode piwo dojrzewa następnie przez co najmniej 4 tygodnie, a efektem jest piwo o wyraźnym, czystym, ale bardziej płytkim smaku.

## Drożdże dolnej fermentacji

### Rodzaje
W zależności od cech technologicznych drożdże dolnej fermentacji dzieli się na dwie rasy:
- drożdże pyliste – pojedyncze, rozproszone komórki pływające w brzeczce podczas fermentacji i w piwie w okresie leżakowania, które dopiero po zakończeniu fermentacji powoli osiadają na dnie. Utrzymują się one dłużej w fermentującym piwie, dlatego pozwalają na większy stopień odfermentowania niż przy użyciu drożdży kłaczkujących. Drożdże pyliste dają piwo wysoko odfermentowane i o mniejszej klarowności niż przy użyciu drożdży kłaczkujących[5].
- drożdże kłaczkujące – szybko łączą się w grupy o wielkości kilku tysięcy komórek i osiadają niemal w całości na dnie fermentora. Ze względu na zbicie w masie nie tworzą one dużej powierzchni rozwinięcia, dlatego fermentują mniej intensywnie niż drożdże pyliste. Zdolność tej rasy do kłaczkowania (flokulacji) jest ich cechą genetyczną i jest dziedziczona. Drożdże kłaczkujące wykorzystywane są do warzenia piw klarownych, niezbyt wysoko odfermentowanych oraz do celów fermentacji wtórnej[5].